# Fors
Fors – miejscowość i gmina we Francji, w regionie Nowa Akwitania, w departamencie Deux-Sèvres.
Według danych na rok 1990 gminę zamieszkiwało 1406 osób, a gęstość zaludnienia wynosiła 75 osób/km² (wśród 1467 gmin regionu Poitou-Charentes Fors plasuje się na 205. miejscu pod względem liczby ludności, natomiast pod względem powierzchni na miejscu 445.).